# Corrado Fruttero
Corrado Fruttero (Savigliano (Piemont), 22 de juliol de 1900 – 1930) va ser un compositor italià.

## Biografia
Va completar els seus estudis musicals a Torí, on va ser estudiant d'orgue i violí de Giovanni Bellardi i de piano i composició del mestre Giovanni Cipolla. Va obtenir els diplomes de piano, violí i composició al Liceo Musicale de Bolonya sota la direcció de Franco Alfano. El 1922 esdevingué director de l'Escola Cívica de Música d'Alba, el 1924 de Civitanova Marche. Del 1927 al 1930, any de la seva mort prematura, va ser director del Conservatori Giuseppe Nicolini de Piacenza, on també va ser professor de piano i composició. Va tenir una brillant trajectòria artística, oferint nombrosos concerts dels professors i alumnes del Conservatori.
Va treballar com a compositor, sobretot en el camp de la música sacra.

## Obres principals
- Tantum Ergo per a tenor i cor a 4 veus amb orgue
- Due canti (Trieste, Tedeschi i Obersnu)
- Missa petita per a cor de dues veus iguals amb orgue (Milà, Música Sacra)
- Evangeli profà: tres poemes de Ferruccio Liuzzi (1. Hora mística; 2. Pregària del vespre; 3. Casta soror) (Bologna, Bongiovanni, 1927)
- De I fiore del niente de Carlo Ravasio: lletra per a veu i quartet de corda (Bologna, Bongiovanni, 1928)
- El somni i l'olivera: tres poemes de Leon Francesco Orvieto (Bologna, Bongiovanni, 1928)
- Nostralgie: tres lletres per a veu i piano sobre textos de Leon Francesco Orvieto (Bologna, Bongiovanni, 1928)
- Oh son dorm, la nostra última festa des del paradís de les ombres de Hrant Nazariantz (Bolonya, Bongiovanni, 1935)
- Risposta sobre versos de Ferruccio Liuzzi (Bologna, Bongiovanni, 1935)